# Erik Adolf Holm
Erik Adolf Holm, född 12 januari 1878 i Johannes församling, Stockholm, död 10 april 1945 i Maria Magdalena församling, Stockholm, var en svensk fysiker.
Holm blev civilingenjör vid Tekniska högskolan 1899, bergsingenjör 1900 samt filosofie doktor och docent vid Stockholms högskola 1913. Han var därefter föreståndare för Stockholms meteorologiska stationer 1907-20, professor vid Chalmers tekniska institut i Göteborg 1926-30. Holm har utgett arbeten, såväl teoretiska som experimentella, framför allt inom magnetism och kinetisk gasteori. Största intresset ägnade Holm åt det så kallade samatillståndet hos förtunnade gaser.